# Мале Бурдуково
Мале Бурдуково (рос. Малое Бурдуково) — присілок в Приморському районі Архангельської області Російської Федерації.
Населення становить 19 осіб. Входить до складу муніципального утворення Заостровське поселення.

## Історія
Від 2004 року входить до складу муніципального утворення Заостровське поселення.

## Населення
| 2002 | 2010 | 2012 |
| ---- | ---- | ---- |
| 24   | ↘12  | ↗19  |